# La Vallée (filme)
La Vallée (traduzido do francês, "o vale") é um filme francês de 1972 escrito e dirigido por Barbet Schroeder. O filme é estrelado por Bulle Ogier como a personagem Viviane, uma mulher que faz uma viagem estranha e acidental de autodescoberta através da Nova Guiné.
O álbum do Pink Floyd Obscured by Clouds (traduzido do inglês, "obscurecido por nuvens") é a trilha sonora do filme.

## Sinopse
Viviane (Ogier), a esposa do cônsul francês em Melbourne, se junta a um grupo de exploradores em busca de um misterioso vale escondido na Nova Guiné, onde ela espera encontrar penas de um pássaro extremamente raro. Ao longo do caminho através da densa selva da Papua Nova Guiné e no pico do Monte Giluwe, o grupo de exploradores faz contato com a tribo Mapuga, um dos grupos mais isolados de seres humanos na Terra. Esse contato inspira o grupo de exploradores a procurar sua própria humanidade, livre das suas ideias subjetivas sobre "civilização". A jornada, então, passa a ser em busca de um paraíso que se acredita existir num vale. No mapa que os exploradores possuem, esse vale é marcado como "obscurecido por nuvens".

## Personagens
- Bulle Ogier: Viviane
- Jean-Pierre Kalfon: Gaëtan
- Valérie Lagrange: Hermine
- Michael Gothard: Olivier
- Jérôme Beauvarlet: Yann
- Monique Giraudy: Monique
- Mapuga: tribo local